# Hinteres Hanggin-Banner

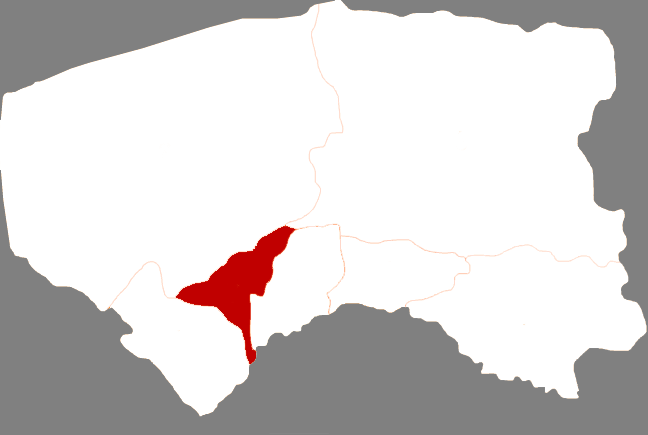
Lage des Hinteren Hanggin-Banners in Bayan Nur

Das Hintere Hanggin-Banner (chinesisch 杭锦后旗, Pinyin Hángjǐn Hòuqí; mongolisch ᠬᠠᠩᠭᠢᠨ ᠬᠣᠶᠢᠲᠤ ᠬᠣᠰᠢᠭᠤ Qaŋɣin Qoyitu qosiɣu) ist ein Banner der bezirksfreien Stadt Bayan Nur im Westen des Autonomen Gebiets Innere Mongolei im Norden der Volksrepublik China. Es hat eine Fläche von 1.767 km² und zählt 300.000 Einwohner (2004). Sein Hauptort ist die Großgemeinde Shanba (陕坝镇).
Die bedeutende Huogeqi-Kupfer(-Blei-Zink)-Lagerstätte 狼山霍各乞铜矿床 befindet sich an der Nordseite des Lang Shan.